# Шарой (село)
Шарой (чеч. Шара, шар. Шуор)  — село в Чечні. Є адміністративним центром Шаройського сільського поселення. Відстань до Грозного — 147 км.

## Географія
Село розташоване на лівому березі річки Шароаргун.
Найближчі населені пункти: на півдні — село Шикарой, на заході — село Цесі, на сході — село Хакмадой, на півночі — село Хімой.

## Населення
| ▲ 203 | ▲ 311 | ▲ 343 | ▼ 323 |

## Історія
Шорой протягом декількох століть відігравав провідну політичну та економічну роль в улоговині Шаройн-Орга, будучи одним з найдавніших поселень.
Назва села і етноніма склалися, ймовірно, від шуьйра — широкий і гlо- схил, тобто «широкий схил».
В 1944 році, після депортації чеченців і інгушів та ліквідації Чечено-Інгушської АРСР селище Шарой, було перейменовано в Ватутінаул і заселено вихідцями з сусіднього Дагестану. Після відновлення Чечено-Інгушської АРСР населеному пункту повернули колишню назву Шарой.

## Галерея

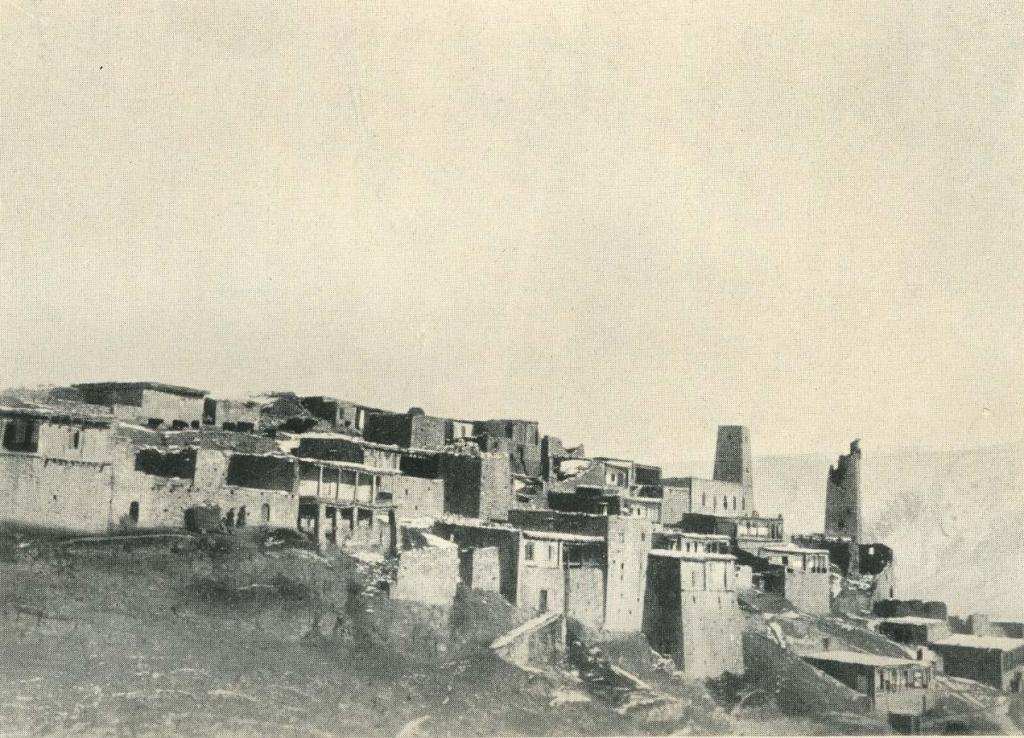
Аул Шарой, 1800
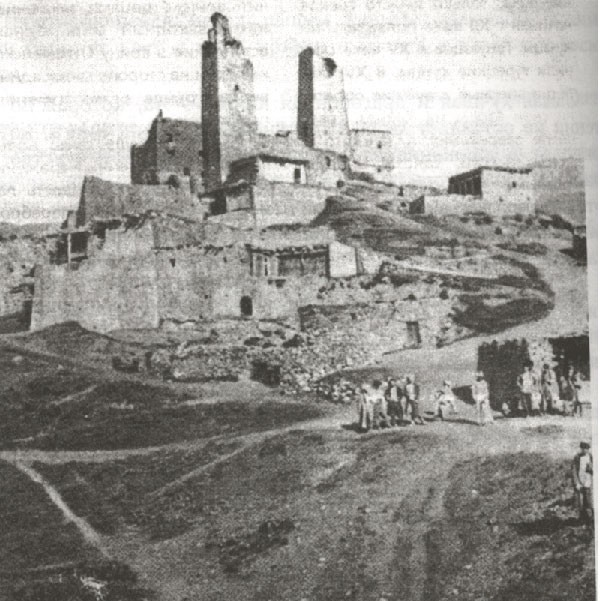
Аул Шарой, початок 1800-х років

## Шарой у мистецтві
Видатний чеченський поет Умар Ярічев  присвятив селу баладу "О чем задумался, Шарой ? (память)"  про депортацію населення у 1944 році. Музикант  Імам Алімсултанов написав до неї музику і виконав   як пісню.